# Ганжа, Светлана
Светлана Ганжа — российская пловчиха в ластах.

## Карьера
С подводным плаванием познакомилась в 1991 году в Северодвинске, где её тренерами были Виктор Садардымов и Михаил Кичев.
Пятикратный призёр Всемирных игр 1997 года.
Вице-чемпионка мира.
Семикратная чемпионка Европы.
Окончила Санкт-Петербургский государственный горный университет.
Заслуженный мастер спорта России.